# Port lotniczy Santa Ana del Yacuma
Port lotniczy Santa Ana del Yacuma (IATA: SBL, ICAO: SLSA) – port lotniczy położony w Santa Ana del Yacuma, w departamencie Beni, w Boliwii.